# Военно-техническая помощь
Военно-техническая помощь — предоставление иностранным государствам продукции военного назначения.

## Описание
По мнению Шакирова А. Р. в рамках практики США представляет собой подвид «официальной зарубежной помощи». Последняя включает в себя официальную экономическую помощь и официальную военно-техническую помощь. 
Ключевой идеей использования данного инструмента со стороны США по мнению Шакирова А. Р. является содействие защите интересов США в отдаленных регионах. Доля военно-технической помощи от общей суммы официальной зарубежной помощи у США составляла в 1984 году — 42 %, в 2009 году — 25 %. Процесс помощи оформляется посредством отдельны программ, таких как:
- программа финансирования закупок американских вооружений и военной техники
- программа международного военного образования и военной подготовки
- специальная программа поддержки миротворческих операций
- программа безвозмездной передачи военной техники
- особые программы военной помощи Ираку и Афганистану

По мнению Кушнира А. М. под военно-технической помощью понимается именно безвозмездно/льготное предоставление вооружений другому государству. Указывается, что, тем не менее, это положительно влияет на экономическое взаимодействие стран, открывает рынки для торговли межу ними.
Подобное определение, с акцентом на безвозмездности, также приводится в 114-ФЗ:
…военно-техническая помощь - предоставление на безвозмездной или иной льготной основе иностранным государствам в соответствии с международными обязательствами Российской Федерации требующей оплаты за счет средств федерального бюджета продукции военного назначения…